# José Morales Gracia
José Morales Gracia és un polític valencià que ha exercit l'alcaldia de Mislata entre els anys 1979 i 2001. També fou president de l'extint Consell Metropolità de l'Horta. Militant inicialment del Partit Socialista del País Valencià-PSOE, també ha estat militant del Partit Social Demòcrata (PSD) i d'Unió, Progrés i Democràcia (UPyD).
Va ser electe primer alcalde democràtic de Mislata com a cap de llista del PSPV-PSOE a les eleccions municipals de 1979, on va ser el més votat però hagué de fer un acord amb el Partit Comunista d'Espanya (PCE). Tornà a ser elegit alcalde després de les eleccions municipals de 1983, on restà a un regidor d'aconseguir la majoria absoluta i hagué de tornar a pactar amb el PCE. A les eleccions municipals de 1987 va empitjorar els resultats previs i per a tornar a ser reelecte alcalde hagué de pactar amb el Centre Democràtic i Social (CDS) i la Coalició Esquerra Unida-Unitat del Poble Valencià (EU-UPV). Després de les eleccions municipals de 1991 va ser reelegit amb el suport d'Esquerra Unida del País Valencià (EUPV). Els resultats de les eleccions municipals de 1995 va ser roí i facilità un altre pacte de govern amb els comunistes d'EUPV. Les eleccions municipals de 1999 van suposar l'empat entre el PSPV-PSOE i el PP, conseguint Morales ser elegit alcalde per última vegada gràcies al suport d'EUPV. També va arribar a ser el darrer president durant l'any 1999 de l'actualment dissolt Consell Metropolità de l'Horta (CMH), existent entre l'any 1986 i 1999. Ja a finals del seu mandat de 22 anys, Morales va posar impediments a la construcció del que seria el Parc de Capçalera a la part que es troba al terme municipal de Mislata per diferències partidistes amb l'aleshores alcaldessa de València, Rita Barberà Nolla. Aquest i altres motius com ara l'acusació de llarga permanència al càrrec van fer que el grup municipal del Partit Popular (PP) junt amb l'únic regidor d'Unió Valenciana (UV) i dues regidores transfugues del PSPV-PSOE aconseguira tirar endavant una moció de censura que acabà amb l'alcaldia de José Morales, qui fou substituït pel regidor del PP Manuel Corredera Sanchis. Després d'això, Morales es retirà de la política activa i no participà a les eleccions municipals de 2003. Morales va tornar a la política de la mà del Partit Social Demòcrata (PSD), del qual va ser cap de llista a les eleccions municipals de 2007 sense aconseguir representació. L'any 2011 va anunciar que es presentaria a les eleccions municipals del mateix any com a cap de llista del partit Unió, Progrés i Democràcia (UPyD), restant altra vegada lluny d'entrar al consistori amb només 522 vots.